# Модена (Пенсилванија)
Модена (енгл. Modena) град је у америчкој савезној држави Пенсилванија.

## Демографија
По попису из 2010. године број становника је 535, што је 75 (-12,3%) становника мање него 2000. године.
| Група             | 2000.       | 2010.       |
| Белци             | 407 (66,7%) | 303 (56,6%) |
| Афроамериканци    | 110 (18,0%) | 121 (22,6%) |
| Азијати           | 0 (0,0%)    | 3 (0,6%)    |
| Хиспаноамериканци | 71 (11,6%)  | 93 (17,4%)  |
| Укупно            | 610         | 535         |